# Wi Ha-joon
Wi Ha-joon (kor. 위하준; ur. 5 sierpnia 1991) – południowokoreański aktor.

## Życiorys
Zadebiutował w 2012 występując w filmie krótkometrażowym Peace in Them. W 2018 zagrał główną rolę w horrorze Gonjiam: Nawiedzony Szpital oraz w k-dramie Something in the Rain.
W 2019 zagrał w serialu telewizyjnym Romance Is a Bonus Book.
W latach 2021–2025 wcielał się w rolę policjanta Hwang Jun-ho w serialu Netflixa Squid Game.

## Filmografia

### Filmy
| Rok  | Tytuł                       | Rola           |
| ---- | --------------------------- | -------------- |
| 2012 | Peace in Them               | Ji-hwan        |
| 2015 | Coin Locker Girl            | Woo-gon        |
| 2015 | Bad Guys Always Die         | Cha Myung-ho   |
| 2016 | Eclipse                     | Jung-tae       |
| 2017 | Anarchist from Colony       | więzień        |
| 2018 | Gonjiam: Nawiedzony Szpital | Ha-joon        |
| 2019 | Girl Cops                   | Jung Woo-jun   |
| 2021 | Shark: The Beginning        | Jeong Do-hyeon |
| 2021 | Północ                      | Do-shik        |

### Seriale
| Rok     | Tytuł                          | Rola          |
| ------- | ------------------------------ | ------------- |
| 2016    | Goodbye Mr. Black              | Ji-hwan       |
| 2017    | My Golden Life                 | Ryu Jae-shin  |
| 2018    | Something in the Rain          | Yoon Seung-ho |
| 2018    | Matrimonial Chaos              | Im Si-ho      |
| 2019    | Romance Is a Bonus Book        | Ji Seo-joon   |
| 2020    | Soul Mechanic                  | Oh Yoo-min    |
| 2020    | 18 Again                       | Ye Ji-hoon    |
| 2021–22 | Bad and Crazy                  | K             |
| 2021–25 | Squid Game                     | Hwang Jun-ho  |
| 2022    | Trzy małe kobietki             | Choi Do-il    |
| 2023    | Zło absolutne                  | Jung Gi-cheol |
| 2023    | Potwór z Gyeongseongu          | Kwon Jun-taek |
| 2024    | The Midnight Romance in Hagwon | Lee Jun-ho    |